# Забагне (Малопольське воєводство)
Забагне (пол. Zabagnie) — село в Польщі, у гміні Вольбром Олькуського повіту Малопольського воєводства.
Населення — 395 осіб (2011).
У 1975-1998 роках село належало до Катовицького воєводства.

## Демографія
Демографічна структура станом на 31 березня 2011 року:
|          | Загалом | Допрацездатний вік | Працездатний вік | Постпрацездатний вік |
| -------- | ------- | ------------------ | ---------------- | -------------------- |
| Чоловіки | 208     | 34                 | 151              | 23                   |
| Жінки    | 187     | 30                 | 110              | 47                   |
| Разом    | 395     | 64                 | 261              | 70                   |